# Montmotier
Montmotier est une commune française située dans le département des Vosges en région Grand Est.

## Géographie

### Localisation

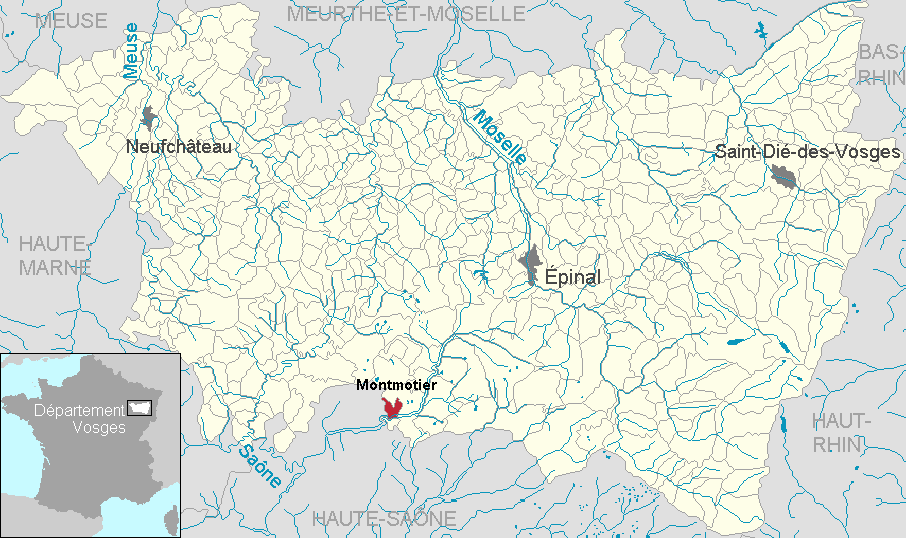
Localisation dans le département.

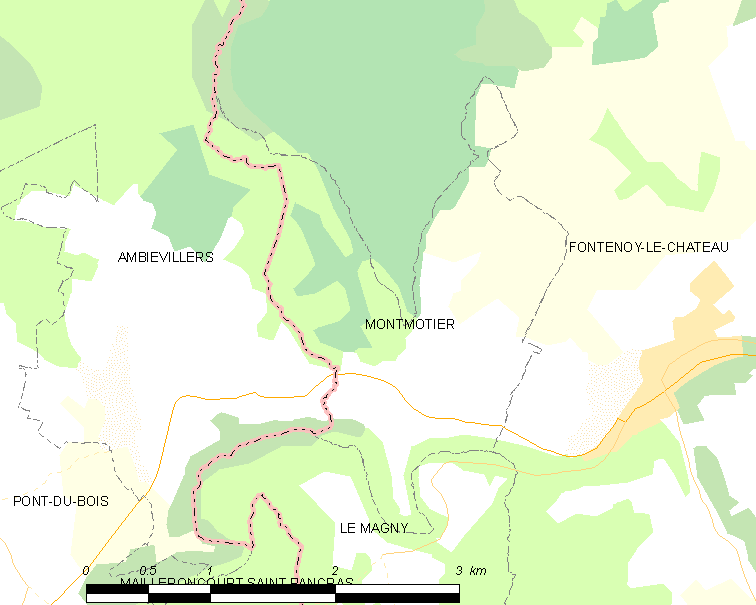
Situation géographique de Montmotier.

Montmotier est située aux confins des départements des Vosges et de Haute-Saône appartenant respectivement aux régions Grand Est et Bourgogne-Franche-Comté.

### Sismicité
Commune située dans une zone 3 de sismicité modérée.
À l'est se trouve la commune de Fontenoy-le-Château et à l'ouest la commune d'Ambievillers.
|                          | Fontenoy-le-Château                            | Fontenoy-le-Château |
| Ambiévillers Haute-Saône | Montmotier                                     | Fontenoy-le-Château |
|                          | Le Magny (Cne déléguée de Fontenoy-le-Château) |                     |

### Hydrographie et les eaux souterraines
Hydrogéologie et climatologie : Système d’information pour la gestion des eaux souterraines du bassin Rhin-Meuse :
Territoire communal : Occupation du sol (Corinne Land Cover); Cours d'eau (BD Carthage),
Géologie : Carte géologique; Coupes géologiques et techniques,
 Hydrogéologie : Masses d'eau souterraine; BD Lisa; Cartes piézométriques.
La commune est située dans le bassin versant de la Saône au sein du bassin Rhône-Méditerranée-Corse. Elle est drainée par le canal de l'Est, le Coney, le ruisseau Bon Vin et le ruisseau de la Fresse.
Le Canal de l'Est, d'une longueur totale de 50,6 km, prend sa source dans la commune de Girancourt et se jette  dans la Saône à Corre, après avoir traversé 14 communes.
Le Côney, d'une longueur totale de 55,2 km, prend sa source dans la commune de Dounoux et se jette  dans le canal de l'Est à Corre, après avoir traversé 20 communes.

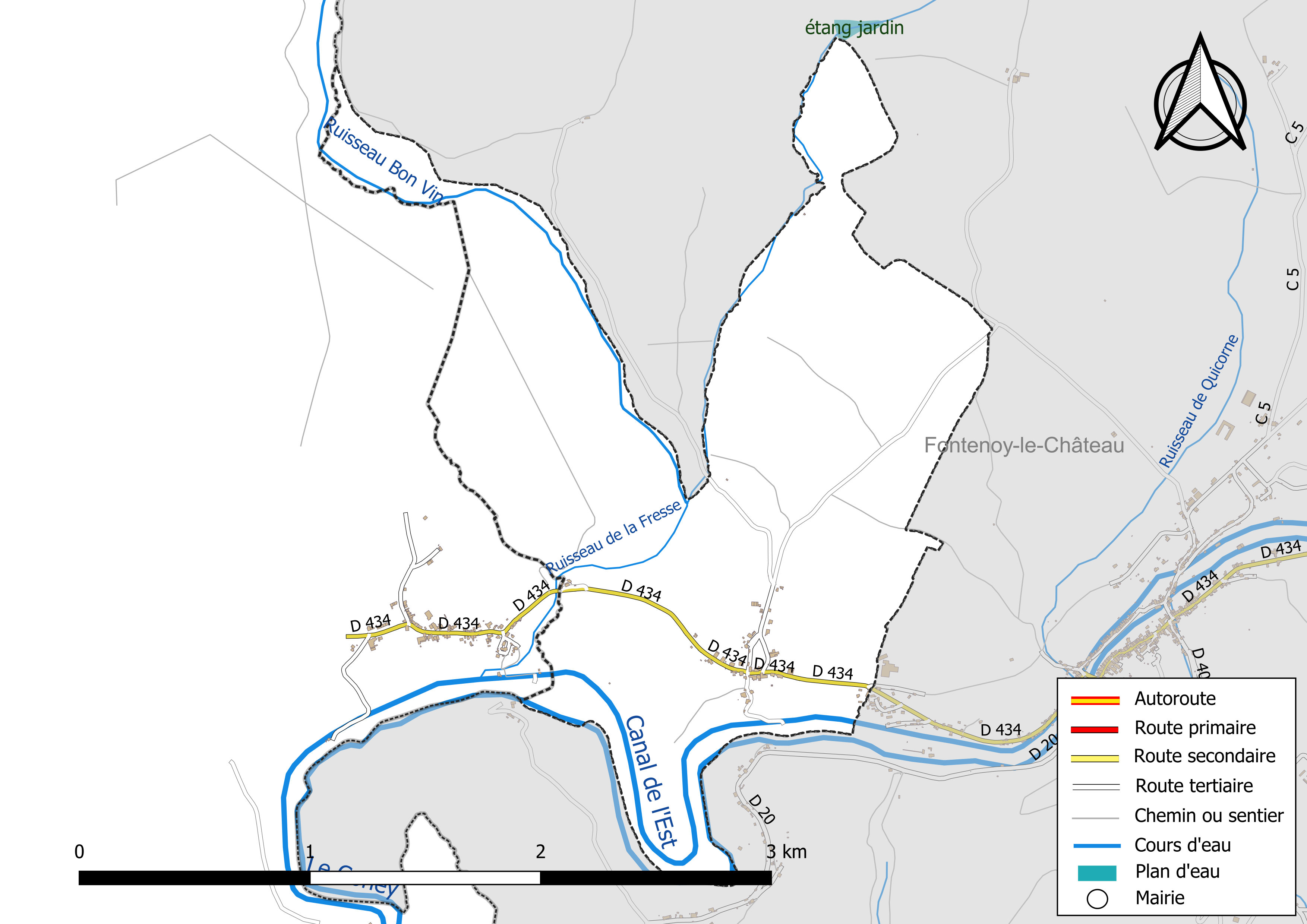
Réseaux hydrographique et routier de Montmotier.

La qualité des eaux de baignade et des cours d’eau peut être consultée sur un site dédié géré par les agences de l’eau et l’Agence française pour la biodiversité.

### Climat
Pour des articles plus généraux, voir Climat du Grand Est et Climat des Vosges.
En 2010, le climat de la commune est de type climat de montagne, selon une étude du Centre national de la recherche scientifique s'appuyant sur une série de données couvrant la période 1971-2000. En 2020, Météo-France publie une typologie des climats de la France métropolitaine dans laquelle la commune est exposée à un climat semi-continental et est dans la région climatique  Lorraine, plateau de Langres, Morvan, caractérisée par un hiver rude (1,5 °C), des vents modérés et des brouillards fréquents en automne et hiver. 
Pour la période 1971-2000, la température annuelle moyenne est de 9,9 °C, avec une amplitude thermique annuelle de 17 °C. Le cumul annuel moyen de précipitations est de 1 007 mm, avec 13 jours de précipitations en janvier et 9,8 jours en juillet. Pour la période 1991-2020, la température moyenne annuelle observée sur la station météorologique de Météo-France la plus proche, « Bains », sur la commune de La Vôge-les-Bains à 7 km à vol d'oiseau, est de 10,5 °C et le cumul annuel moyen de précipitations est de 1 356,7 mm. 
La température maximale relevée sur cette station est de 40,8 °C, atteinte le 25 juillet 2019 ; la température minimale est de −21,4 °C, atteinte le 24 décembre 2001,,. 
Les paramètres climatiques de la commune ont été estimés pour le milieu du siècle (2041-2070) selon différents scénarios d'émission de gaz à effet de serre à partir des nouvelles projections climatiques de référence DRIAS-2020. Ils sont consultables sur un site dédié publié par Météo-France en novembre 2022.

## Urbanisme

### Typologie
Au 1er janvier 2024, Montmotier est catégorisée commune rurale à habitat très dispersé, selon la nouvelle grille communale de densité à sept niveaux définie par l'Insee en 2022.
Elle est située hors unité urbaine et hors attraction des villes,.

### Occupation des sols
L'occupation des sols de la commune, telle qu'elle ressort de la base de données européenne d’occupation biophysique des sols Corine Land Cover (CLC), est marquée par l'importance des territoires agricoles (58,9 % en 2018), une proportion identique à celle de 1990 (58,9 %). La répartition détaillée en 2018 est la suivante : 
forêts (41,1 %), terres arables (24,2 %), zones agricoles hétérogènes (19,4 %), prairies (15,3 %). L'évolution de l’occupation des sols de la commune et de ses infrastructures peut être observée sur les différentes représentations cartographiques du territoire : la carte de Cassini (XVIIIe siècle), la carte d'état-major (1820-1866) et les cartes ou photos aériennes de l'IGN pour la période actuelle (1950 à aujourd'hui).

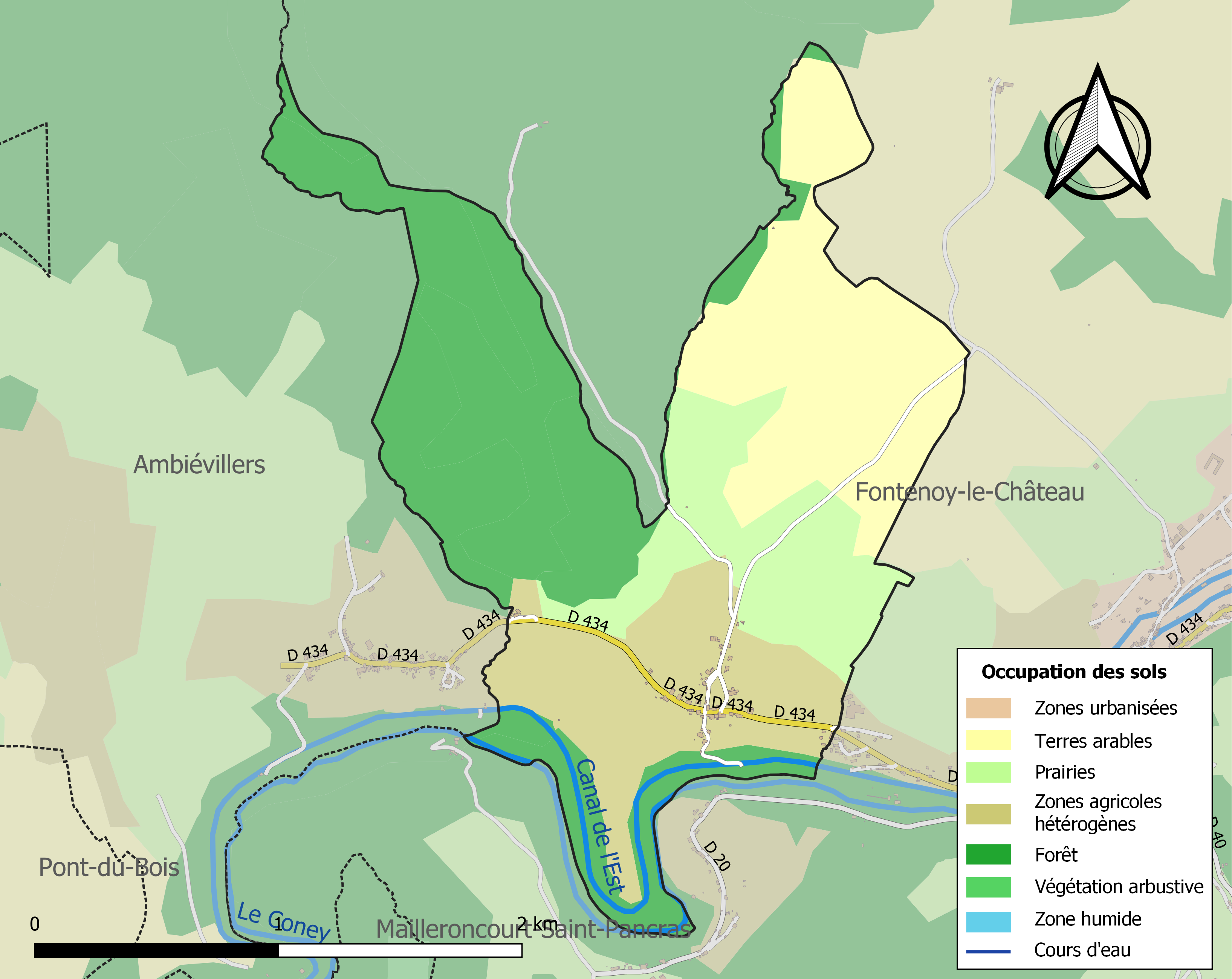
Carte des infrastructures et de l'occupation des sols de la commune en 2018 (CLC).

### Voies de communications et transports

#### Voies routières
- Le village est traversé par la route départementale D 437, vers Ambiévillers, Fontenoy-le-Château[16].
- D20 vers Le Magney

#### Transports en commun
- Fluo Grand Est.

#### Lignes SNCF
- Gare d'Épinal

## Toponymie
Le nom de la localité est attesté sous les formes ? Simon de Mahumoitoir (vers 1145) ; Monmostier (1395) ; Montmoustier prope Fontenetum (1451) ; Montmostier (1594) ; Monmoustier (1749) ; Monmonastier (XVIIe siècle) ; Monmoutier (1711) ; Montmoutier (XVIIIe siècle).

En patois le lieu se dit Montmoteil.
Montmotier semble être composé du nom de personne germanique et du terme dérivé du latin monasterium qui désignait un établissement religieux.  La christianisation allant bon train, chaque village a bâti qui sa chapelle, qui son église et les curés comme les moines qu’il fallut loger. On construisit pour cela un peu partout de petits édifices qu’on appela, en latin ecclésiastique bien sûr, monasteriolum et parfois monasterellum ou encore monastellum. Le temps passant, ces mots ont parfois fini par désigner une simple dépendance d’un monastère, voire une simple chapelle ou une petite église. C’est de ces petits monastères-là, qui ont laissé leur nom au lieu où ils s’élevaient.

## Histoire

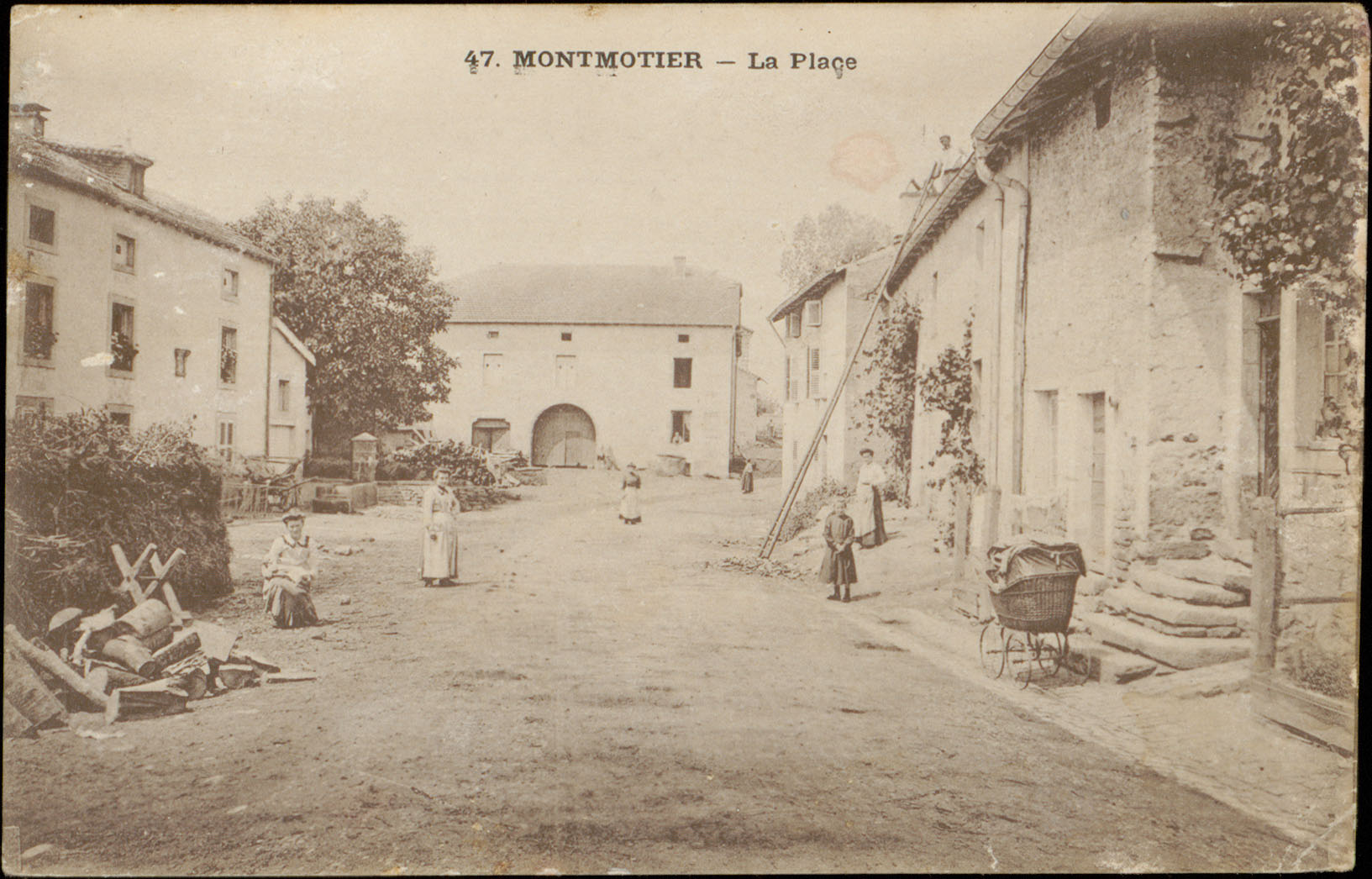
Ancienne carte postale de la place de Montmotier.

L'histoire de Montmotier se confond avec celle de Fontenoy-le-Château, les habitants de Montmotier étant rattachés à la paroisse de l'église Saint-Mansuy de Fontenoy-le-Château.
L'abbé Constant Olivier dans son ouvrage Histoire de Fontenoy-le-Château écrit « Faisons cependant mémoire d'une chapelle très ancienne déjà détruite en 1705 et dédiée à sainte Anne »,.
Dans le même ouvrage, il est fait mention de la découverte de quatre sarcophages trapézoïdaux datant du haut Moyen Âge exhumés lors de travaux de forage pour alimenter la grande fontaine de Montmotier.
Entre 1508 et 1704, Montmotier fait longtemps partie des Terres de surséance convoitées par la Lorraine et la Franche-Comté.
« Qu'en 1501 les terres controversées ou dont la souveraineté se trouvait contestée par les deux princes étaient les vaux de Longchamp et de Ramonchamp et du Val d'Ajol, Fontenoy le Chastel, petite ville située sur un ruisseau qui tombe dans la Saône au-dessous de Jonvelle... Le village et la forge de Montmoustier, village du Mesnil, village appelé Fontenoy-la-Ville, différent de Fontenoy le Chastel, village de Tremoussey... et le village de la Coste lès Fontenoy le Chastel... »
Au début du XVIIIe siècle les conférences au sujet des Terres de surséance reprennent. C'est le traité de Besançon de 1704 qui attribuent à la Lorraine Fontenoy-le-Château, Le Magny, Fontenois-la-Ville, Trémonzey et Montmotier.
« Montmotier n'est qualifié que de hameau en 1782, il y avait des forges avec lesquelles il formait une communauté à part ».
Commune essentiellement rurale, Montmotier avait jadis une petite fabrique de couverts au lieu-dit la Renardière, implantée sur le site plus ancien d'une forge, d'où le lieu tire son nom Renardière, lieu où l'on affinait le fer. Grâce à un feu à haute température attisé par un soufflet, on faisait fondre de petits morceaux de minerai de fer. Le produit obtenu contenait des scories appelé renard ou loupe. En 1845, cette fabrique de couverts appartenait à Messieurs Groscolas et Maillot. Elle produisait, avec ses vingt-huit ouvriers, deux cent trente quatre mille couverts par an. Dans un ouvrage de 1863, la seule production citée est la cuillère en fer battu.
C'est en avril 1821 que la commune de Montmotier est distraite de l'arrondissement de Mirecourt pour être rattachée à celui d'Épinal.
La mairie-école de Montmotier a été édifiée en 1840, l'école est ouverte aux enfants des deux sexes.

## Politique et administration

### Budget et fiscalité 2022
En 2022, le budget de la commune était constitué ainsi :
- total des produits de fonctionnement : 71 000 €, soit 1 856 € par habitant ;
- total des charges de fonctionnement : 67 000 €, soit 1 775 € par habitant ;
- total des ressources d'investissement : 9 000 €, soit 225 € par habitant ;
- total des emplois d'investissement : 8 000 €, soit 220 € par habitant ;
- endettement : 0 €, soit 0 € par habitant.

Avec les taux de fiscalité suivants :
- taxe d'habitation : 11,28 % ;
- taxe foncière sur les propriétés bâties : 43,18 % ;
- taxe foncière sur les propriétés non bâties : 28,67 % ;
- taxe additionnelle à la taxe foncière sur les propriétés non bâties : 0,00 % ;
- cotisation foncière des entreprises : 0,00 %.

Chiffres clés Revenus et pauvreté des ménages en 2021 : médiane en 2021 du revenu disponible, par unité de consommation.

### Liste des maires
| Période                                  | Période                       | Identité           | Étiquette | Qualité |
| ---------------------------------------- | ----------------------------- | ------------------ | --------- | ------- |
| Les données manquantes sont à compléter. |                               |                    |           |         |
| avant 1988                               | ?                             | Jean Poirson       |           |         |
| mars 2001                                | En cours (au 18 février 2015) | Jean-Pierre Poirot |           |         |

## Population et société

### Démographie

#### Évolution démographique
L'évolution du nombre d'habitants est connue à travers les recensements de la population effectués dans la commune depuis 1793. Pour les communes de moins de 10 000 habitants, une enquête de recensement portant sur toute la population est réalisée tous les cinq ans, les populations de référence des années intermédiaires étant quant à elles estimées par interpolation ou extrapolation. Pour la commune, le premier recensement exhaustif entrant dans le cadre du nouveau dispositif a été réalisé en 2004.

En 2022, la commune comptait 34 habitants, en évolution de −29,17 % par rapport à 2016 (Vosges : −2,96 %, France hors Mayotte : +2,11 %).
| 1793 | 1800 | 1806 | 1821 | 1831 | 1836 | 1841 | 1846 | 1856 |
| ---- | ---- | ---- | ---- | ---- | ---- | ---- | ---- | ---- |
| 199  | 135  | 135  | 122  | 168  | 191  | 186  | 190  | 174  |

| 1861 | 1866 | 1876 | 1881 | 1886 | 1891 | 1896 | 1901 | 1906 |
| ---- | ---- | ---- | ---- | ---- | ---- | ---- | ---- | ---- |
| 169  | 183  | 165  | 157  | 140  | 123  | 120  | 133  | 142  |

| 1911 | 1921 | 1926 | 1931 | 1936 | 1946 | 1954 | 1962 | 1968 |
| ---- | ---- | ---- | ---- | ---- | ---- | ---- | ---- | ---- |
| 134  | 139  | 114  | 117  | 114  | 91   | 83   | 70   | 81   |

| 1975 | 1982 | 1990 | 1999 | 2004 | 2006 | 2009 | 2014 | 2019 |
| ---- | ---- | ---- | ---- | ---- | ---- | ---- | ---- | ---- |
| 49   | 52   | 62   | 59   | 54   | 56   | 55   | 48   | 37   |

| 2022 | - | - | - | - | - | - | - | - |
| ---- | - | - | - | - | - | - | - | - |
| 34   | - | - | - | - | - | - | - | - |

### Enseignement
Établissements d'enseignements :
- Écoles maternelles et primaires à Fontenoy-le-Château, La Vôge-les-Bains, Vauvillers, Hennezel.
- Collèges à La Vôge-les-Bains, Vauvillers, Monthureux-sur-Saône, Saint-Loup-sur-Semouse, Xertigny, Saint-Loup-sur-Semouse.
- Lycées à La Vôge-les-Bains, Saint-Loup-sur-Semouse, Harol, Luxeuil-les-Bains.

### Santé
Professionnels et établissements de santé :
- Médecins à Fontenoy-le-Château, Bains-les-Bains, Betoncourt-Saint-Pancras, Vauvillers.
- Pharmacies à Fontenoy-le-Château, Bains-les-Bains, Hennezel, Vauvillers, Saint-Loup-sur-Semouse.
- Hôpitaux à Xertigny, Ville-sur-Illon, Saint-Rémy, Luxeuil-les-Bains.

### Cultes
- Culte catholique, Paroisses de la Vallée de Haute Moselle[37], Diocèse de Saint-Dié.

## Économie

### Entreprises et commerces

#### Agriculture
- Schéma directeur régional des exploitations agricoles (SDREA) : Zone 2 : La Vôge, p.13
- Exploitation forestière.
- Élevage d'autres animaux.

#### Tourisme
- Hébergements et restauration à Bains-les-Bains, Claudon, Anjeux, Xertigny, Monthureux-sur-Saône.

#### Commerces
- Commerces et services de proximité.

## Culture locale et patrimoine

### Lieux et monuments

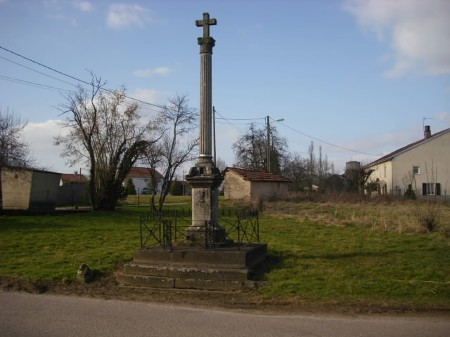
Calvaire du XVIIIe siècle.
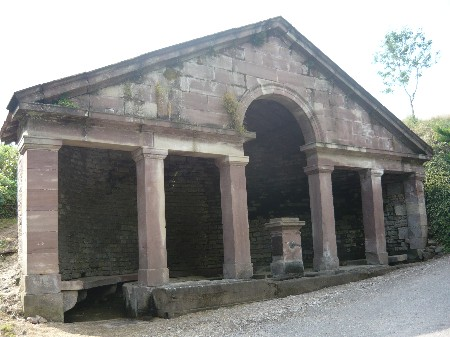
Lavoir des Charrières.
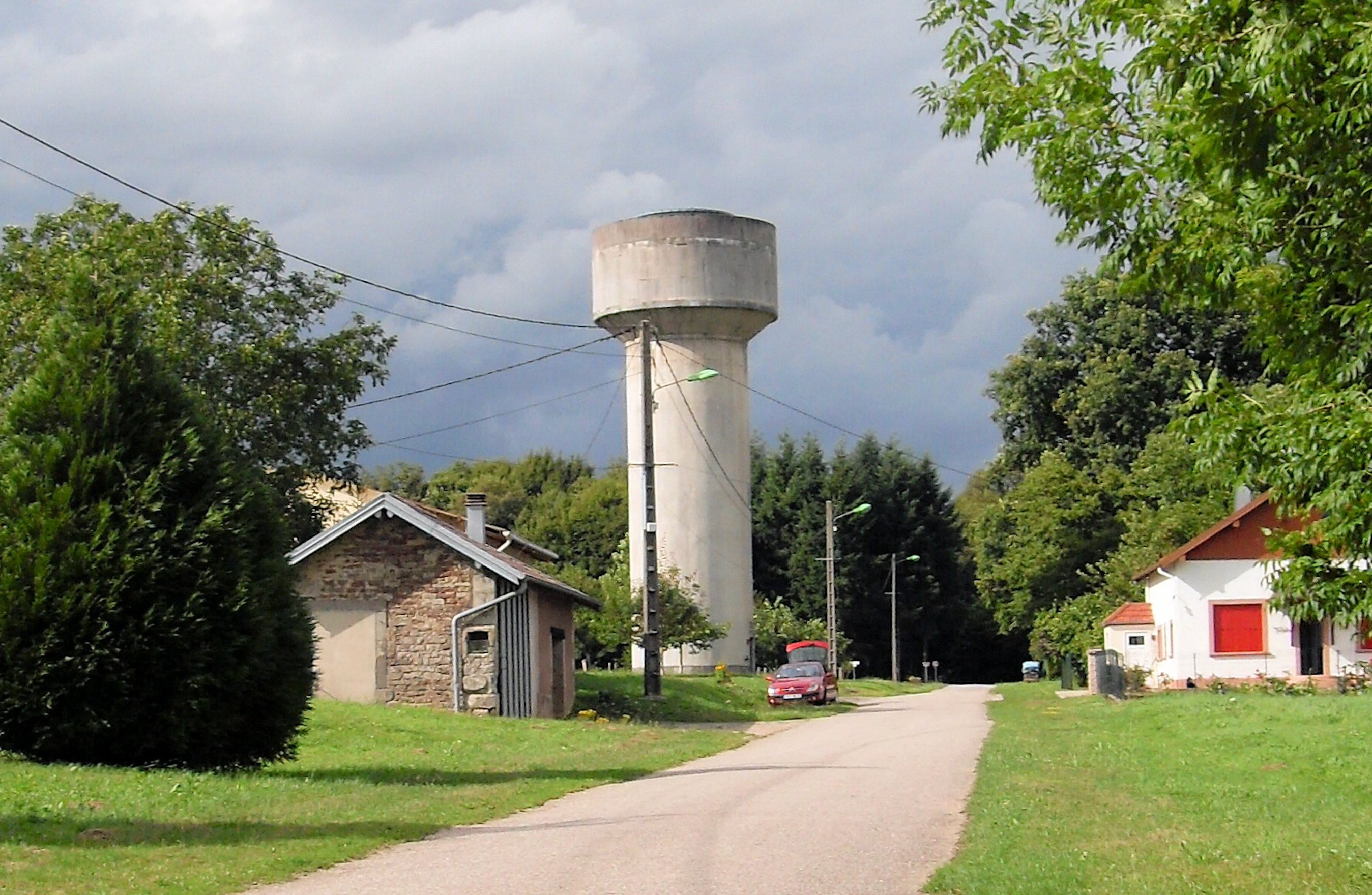
Château d'eau.
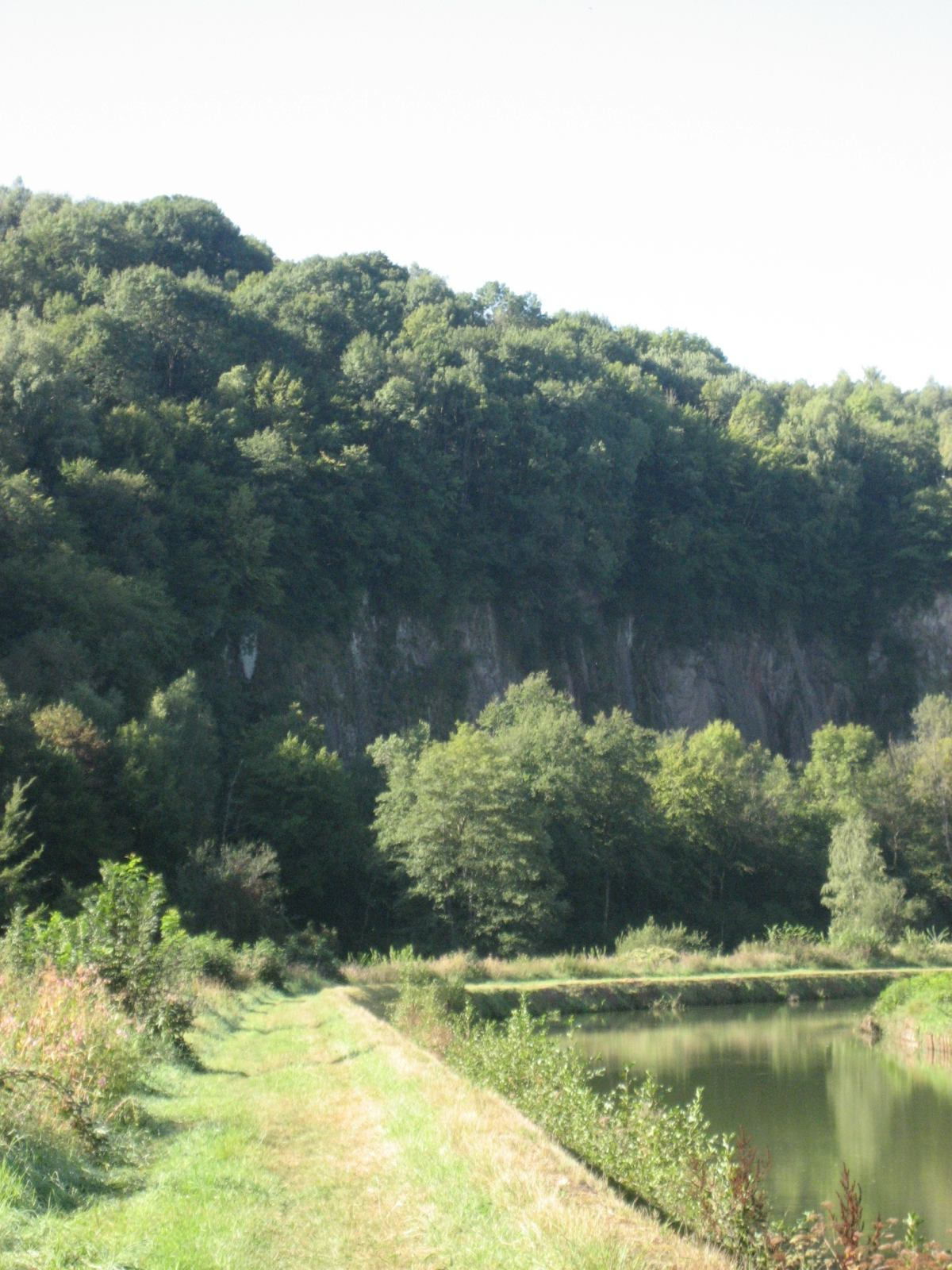
Canal de l'Est (Canal des Vosges).

- Le lavoir des Charrières, édifié en 1840 par Louis Gahon[38], en demi-couronne est un des plus originaux du pays de la Vôge[39].
- Le calvaire au centre du village.
- La place du village change de nom tous les ans... grâce à une promotion originale. L'association ADVP[40] organise un concours permanent à destination des visiteurs et touristes. Le premier prix de ce concours est de donner le nom du gagnant à la place du centre pendant un an[41].

## Personnalités liées à la commune
- Jean Baptiste Théodore Didelot[42].

## Héraldique
| Blason de Montmotier | Blason  | De sinople à la chapelle d'or ajourée et maçonnée de sable, adextrée d'une cuiller d'argent posée en barre et senestrée d'une fourchette du même posée en bande; au chef d'or à la bande de gueules chargée de trois alérions d'argent. |
| Blason de Montmotier | Détails | Le statut officiel du blason reste à déterminer. |

## Pour approfondir